# Анаэростат
Анаэростат (от др.-греч. ἀν- — отрицательная частица, др.-греч. ἀήρ — воздух и στατός — стоящий, неподвижный) — прибор, предназначенный для культивирования в чашках Петри микроорганизмов группы облигатных анаэробов и микроаэрофилов.
Анаэростат представляет собой герметично закрываемую цилиндрическую ёмкость, в которой отсутствует кислород (этого добиваются откачкой воздуха или химическими методами). Ёмкость и крышка выполнены из оптически прозрачной пластмассы или из металла. В крышку вмонтирован вакуумметр и вентиль для присоединения вакуумного насоса и внешней системы источника газа.